# Google新闻
Google新闻（英語：Google News）是Google开发的一款Web新闻聚合器，由Google首席工程師克里希纳·巴拉特（Krishna Bharat）創造與領導開發。

## 歷史
2001年Google的首席科学家克里希纳·巴拉特开发出一个与PageRank相关的算法“StoryRank”，它是Google新聞的前身。Google新聞的首页更新和新闻推荐都不依赖于人工操作，全部由后台的聚合算法实现。
2002年3月，Google新聞發佈測試版，直至2006年1月23日成為正式版。
2006年1月，中国版Google新闻改名为“Google资讯”，而香港和台灣版的名稱則維持不變。
2010年3月23日，Google宣布关闭谷歌中国Google.cn的搜索、新闻等服务，中国版Google资讯域名news.google.cn被重定向至news.google.com.hk；8月，中国版Google资讯被重新更名为“Google新闻”。
2015年4月6日，Google宣布成立Google台灣新聞、同時宣佈新聞總編由日前臉書知名作家張志國暫時接任。
2022年3月23日，俄羅斯封鎖了Google News。2023年6月23日，俄羅斯再度封鎖Google News。